# Ейр-Форс-Академі (Колорадо)
Ейр-Форс-Академі (англ. Air Force Academy) — переписна місцевість (CDP) в США, в окрузі Ель-Пасо штату Колорадо. Населення — 6608 осіб (2020).

## Географія
Ейр-Форс-Академі розташований за координатами 38°59′39″ пн. ш. 104°51′50″ зх. д. / 38.99417° пн. ш. 104.86389° зх. д. (38.994185, -104.863922).  За даними Бюро перепису населення США в 2010 році переписна місцевість мала площу 25,87 км², уся площа — суходіл.

## Демографія
Згідно з переписом 2010 року, у переписній місцевості мешкало 6680 осіб у 532 домогосподарствах у складі 499 родин. Густота населення становила 258 осіб/км².  Було 720 помешкань (28/км²).
Расовий склад населення:
| - 79,9 % — білих - 5,9 % — чорних або афроамериканців - 3,9 % — азіатів - 0,4 % — вихідців з тихоокеанських островів - 0,4 % — корінних американців - 2,3 % — осіб інших рас |

До двох чи більше рас належало 7,1 %. Частка іспаномовних становила 11,2 % від усіх жителів.
За віковим діапазоном населення розподілялося таким чином: 12,6 % — особи молодші 18 років, 87,2 % — особи у віці 18—64 років, 0,2 % — особи у віці 65 років та старші. Медіана віку мешканця становила 20,8 року. На 100 осіб жіночої статі у переписній місцевості припадало 246,1 чоловіків;  на 100 жінок у віці від 18 років та старших — 283,4 чоловіків також старших 18 років.
Середній дохід на одне домашнє господарство  становив 73 275 доларів США (медіана — 65 795), а середній дохід на одну сім'ю — 71 304 долари (медіана — 62 188). Медіана доходів становила 11 901 долар для чоловіків та 12 235 доларів для жінок. За межею бідності перебувало 3,4 % осіб, у тому числі 3,0 % дітей у віці до 18 років та 0,0 % осіб у віці 65 років та старших.
Цивільне працевлаштоване населення становило 398 осіб. Основні галузі зайнятості: публічна адміністрація — 29,9 %, освіта, охорона здоров'я та соціальна допомога — 26,6 %, мистецтво, розваги та відпочинок — 9,3 %, фінанси, страхування та нерухомість — 7,8 %.